# Charles-Mathias Simons

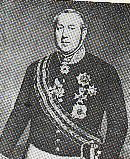
Charles-Mathias Simons

Charles-Mathias Simons (Bitburg, 27 maart 1802 - Luxemburg, 5 oktober 1874) was een Luxemburgs politicus en lid van het Belgisch Nationaal Congres.

## Biografie
Charles-Mathias Simons studeerde rechten aan de Universiteit van Luik. In 1823 promoveerde hij. Hij werkte daarna als advocaat voor het gerechtshof van Diekirch. In 1830 werd hij voor het kiesdistrict Diekirch in het Belgisch Nationaal Congres gekozen. Hij werkte mee aan de totstandkoming van de Belgische grondwet. Hij kon pas na 25 november 1830 aan de werkzaamheden van het Congres deelnemen, vanwege een dispuut over de regelmatigheid van de kiesverrichtingen in het arrondissement Diekirch. In de grote stemmingen was zijn houding als volgt: voor de hertog van Nemours, voor regent Surlet de Chokier, voor Leopold van Saksen-Coburg, voor het Verdrag der XVIII artikelen. In deze laatste stemming nam hij een tegengestelde houding aan van die van zijn collega voor het arrondissement Diekirch, Nicolas Watlet.
Charles-Mathias Simons was van 1836 tot 1837 lid van de Provinciale Staten van Luxemburg en in 1841 werd hij lid van de Assemblée des États (Staatsraad). In 1842 werd hij secretaris-generaal van de regeringscommissie onder gouverneur Gaspard-Théodore-Ignace de la Fontaine. In 1843 werd hij lid van de regeringscommissie. Van 1 augustus tot 2 december 1848 was hij administrateur-generaal (minister) van Communale (gemeentelijke) Zaken.

## Premier
Charles-Mathias Simons werd op 23 september 1853 president van de Raad en staatsminister (premier), nadat de voorgaande (liberale) premier, Jean-Jacques Willmar, op last van koning-groothertog Willem III, was ontslagen en het kabinet was ontbonden. Charles-Mathias Simons was naast president van de Raad ook administrateur-generaal van Buitenlandse Zaken (en van 23 juni tot 15 juli 1859 administrateur-generaal van Justitie en Openbare Werken). Hij kreeg van stadhouder prins Hendrik van Oranje-Nassau de opdracht voort te maken met de aanleg van spoorwegen in het Groothertogdom Luxemburg. Inderdaad reed op 4 oktober 1859 de eerste trein door Luxemburg. Daarnaast werden tijdens Simons' regering de Banque Internationale à Luxembourg en de Spaarbank gesticht.
In oktober 1856 presenteerde Simons de Kamer van Afgevaardigden (Luxemburgse parlement) een ontwerp-grondwet waar de koning-groothertog volledig achter stond, maar die veel minder liberaal was dan die van 1848. De Kamer keurde de ontwerp-grondwet niet goed, waarop zij werd ontbonden. De liberale oppositie noemde het optreden van de regering "een staatsgreep". De ontwerp-grondwet werd vervolgens voorgelegd aan de Standenraad (Eerste Kamer) en goedgekeurd.
Op 26 september 1860 werd Charles-Mathias Simons ten val gebracht door de oppositie, omdat de verhoudingen in het parlement na de verkiezingen (1860) was gewijzigd ten nadele van de regering.
Van 1860 tot 1874 was Simons lid van de Staatsraad.

## Verwijzingen
1. 1 2  Tatsachen aus der Geschichte des Luxemburger Landes, door: Dr. P.J. Müller (1968), blz. 263

Gaspard-Théodore-Ignace de la Fontaine · Jean-Jacques Willmar · Charles-Mathias Simons · Victor de Tornaco · Emmanuel Servais · Félix de Blochausen · Édouard Thilges · Paul Eyschen · Mathias Mongenast · Hubert Loutsch · Victor Thorn · Léon Kauffman · Émile Reuter · Peter Prüm · Joseph Bech · Pierre Dupong · Joseph Bech · Pierre Frieden · Pierre Werner · Gaston Thorn · Pierre Werner · Jacques Santer · Jean-Claude Juncker · Xavier Bettel · Luc Frieden